# Der Jude (1832–1835)
Die Zeitschrift Der Jude wurde 1832 von dem Notar, Publizisten und erstem jüdischen Richter Deutschlands, Gabriel Riesser, gegründet. Er war der Wegbereiter der Judenemanzipation in Deutschland und Politiker in der deutschen Einheitsbewegung. Der Name war bewusst kämpferisch gewählt, galt Jude doch damals als Schimpfwort, und so war das Blatt heiß umstritten.
Riesser kommentierte darin kritisch die Debatten über die Rechtsstellung der Juden in den deutschen Staaten und in England. Diese neue, säkulare Berichterstattung beeinflusste stark die Entwicklung der jüdischen Presse in Deutschland, erregte öffentliches Aufsehen und wurde auch vom christlichen Publikum gelesen.
Im 2. Jahrgang der Zeitschrift ging es hauptsächlich um die Zustände in Preußen. 1835 versuchte Riesser, die Zeitschrift unter einem veränderten Untertitel für innerjüdische, religiös-kulturelle Themen zu öffnen, aber nach einer Ausgabe wurde das Heft schließlich eingestellt.

„Wenn ein ungerechter Haß an unserem Namen haftet, sollen wir ihn dann verleugnen, anstatt [...] ihn zu Ehren zu bringen?“